# Hildegund Sell
Hildegund Sell (* 16. Februar 1933 in Torgelow; † 23. März 2022 in Meißen) war eine deutsche Keramikkünstlerin und Formgestalterin.

## Leben und Werk
Hildegund Sell studierte von 1951 bis 1954 bei Irmfried Liebscher an der Fachschule für angewandte Kunst Heiligendamm Keramik und anschließend bis 1958 bei Wolfgang Henze und Rudolf Kaiser in der Fachrichtung Keramik an der Kunsthochschule Berlin-Weißensee. Nach ihrem Abschluss als Diplom-Industrieformgestalterin war sie von 1958 bis 1960 Form - und Dekorgestalterin im Porzellanwerk Lichte und dann bis 1979 künstlerische Mitarbeiterin für Form- und Dekor-Gestaltung beim Wissenschaftlich-Technischen Betrieb Keramik (VE WTK) Meißen. 1979 beteiligte sie sich am 2. Internationalen Keramik-Symposium Römhild. In dieser Zeit entwarf sie u. a. Porzellanservices, die von Manufakturen in der DDR produziert wurden, u. a. das Mokka-Service Fatima (1962; Porzellanmanufaktur Reichenbach) und das Kaffee-Service Opal (Porzellanwerk Lettin).
Von 1979 bis Ende der 1990er Jahre arbeitete sie als freischaffende Künstlerin in ihrem Keramik-Studio in Meißen. Daneben betätigte sie sich auch als Lyrikerin, deren Haikus regelmäßig von der Deutschen Haiku-Gesellschaft veröffentlicht wurden.
Die Stadt Meißen ehrte sie mit ihrem Kunstpreis.
Hildegund Sell war mit Lothar Sell verheiratet, ihre Tochter Gundula Sell (* 1963) ist Schriftstellerin.
Sie unterhielt freundschaftliche Beziehungen u. a. zu Ellinor Symmangk, die sie seit dem Studium kannte.

## Mitgliedschaften
- 1966 bis 1990 Verband Bildender Künstler der DDR
- ab 1991 Sächsischer Künstlerbund und Kunst und Form e.V.
- ab 2006 Deutsche Haiku-Gesellschaft

## Museen und öffentliche Sammlungen mit Werken Hildegund Sells (unvollständig)
- Berlin: Kunstgewerbemuseum im Schloss Köpenick
- Dresden: Kunstgewerbemuseum[3]
- Halle/Saale: Kunstmuseum Moritzburg
- Leipzig: Grassi Museum
- Magdeburg: Kunstmuseum Kloster Unser Lieben Frauen
- Schwerin: Staatliches Museum Schwerin.

## Von Hildegund Sell geschaffene Haikus (Auswahl)
Wanderwolken zieh`n
vom Fenster sehe ich zu
lasst mich nicht allein

Wie geduldig doch
stehen winters die Bäume,
stehen und warten

## Publizierter Essay Hildegund Sells
- Essgewohnheiten. In: Form + Zweck, 4/1973 (mit Ellinor Symmangk)[6]

## Ausstellungen (unvollständig)

### Einzelausstellungen
- 1983 Karl-Marx-Stadt, Galerie Schmidt-Rottluff (Keramik; mit Lothar Sell)
- 1983: Magdeburg, Kloster Unser Lieben Frauen (mit Lothar Sell)
- 1986: Berlin, Studio-Galerie des Staatlichen Kunsthandels (Keramik; mit Lothar Sell)
- 1986/87: Frankfurt/Oder, Galerie Junge Kunst (Keramik, Porzellan; mit Lothar Sell)
- 2012: Dresden, galerie drei der Dresdner Sezession 89 (mit Evelyn Richter)
- 2022/23: Klaffenbach, Wasserschloss Klaffenbach („... doch irgendwas leuchtet noch“; mit Lothar Sell)

### Ausstellungsbeteiligungen
- 1964, 1965, 1966 Faenza, Internationale Keramikausstellung
- 1967/68, 1977/78, 1982/83 und 1987/88: Dresden, VI. Deutsche Kunstausstellung und VIII. bis X. Kunstausstellung der DDR
- 1972, 1974, 1979 und 1985: Dresden, Bezirkskunstausstellungen
- 1977, 1983, 1986 Magdeburg, Kloster Unser Lieben Frauen („Keramik in der DDR“)
- 1981 Göttingen, Städtisches Museum („Keramik aus der DDR“)
- 2013: Meißen, Stadtmuseum („Porzellan – Keramik – Meißen“)